# Yellowknives

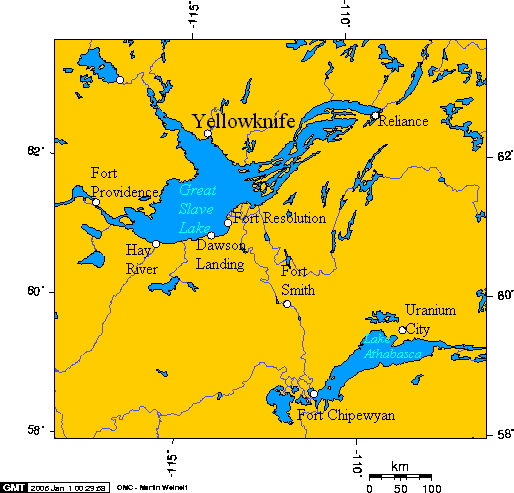
Il Grande Lago degli Schiavi nel territorio degli Yellowknives

Gli Yellowknives, chiamati anche T’satsąot’ınę, Copper Indians o Red Knives, sono una tribù di Nativi americani stanziata in Canada. Sono uno dei cinque maggiori gruppi della cultura Dene e vivono nei Territori del Nord-Ovest. Oggi gli individui appartenenti a questa tribù sono circa 500.

## Etimologia del nome
Il nome Yellowknives deriva dai tipici coltelli in rame fabbricati dalla tribù nella Preistoria. Molti di questi coltelli sono stati trovati in scavi archeologici nel territorio della tribù.

## Storia
Fino a 250 anni fa gli Yellowknives vivevano di caccia sulle rive del fiume Coppermine. Gli europei incontrarono questa tribù solo in tempi recenti per via dell'habitat in cui vivevano caratterizzato dalla foresta e dalla tundra. Per questo gli Yellowknives rimangono tuttora tra le tribù meno influenzate dalla civiltà bianca nel Nord America. Gli Yellowknives vennero ripetutamente visitati da due missioni stanziate sulla riva settentrionale del Grande Lago degli Schiavi.

## Cultura e religione
Gli Yellowknives vivevano principalmente di caccia e pesca, ma oggi praticano anche il commercio di pellicce nella Baia di Hudson. Questa tribù è di religione cattolica per via delle missioni nelle vicinanze. Però alcuni individui praticano ancora antichi riti legati alla religione locale.